# Dunadd
Dunadd var enligt vissa teorier huvudorten i det keltiska riket Dalriada, som var beläget i västra Skottland och på norra Irland.